# Echydna
Echydna is een geslacht van vlinders uit de familie van de prachtvlinders (Riodinidae), onderfamilie Riodininae.
Echydna werd in 2002 voor het eerst wetenschappelijk beschreven door Hall.

## Soorten
Echydna omvat de volgende soorten:
- Echydna chaseba (Hewitson, 1854)
- Echydna punctata (Felder, C & R. Felder, 1861)